# Aeroportul Kerikeri
Aeroportul Kerikeri (IATA: KKE, ICAO: NZKK) este un aeroport din Far North District⁠(d), Northland, Noua Zeelandă ce deservește zona Kerikeri⁠(d).
Situat la o altitudine de 150 m, aeroportul dispune de o singură pistă.